# 千葉県立船橋西高等学校
千葉県立船橋西高等学校（ちばけんりつ ふなばしにしこうとうがっこう）は、かつて千葉県船橋市旭町に所在した公立高等学校。通称は「西高」（にしこう）、「船橋西」（ふなばしにし）、「船西」（ふなにし）。
少子化が進むにつれ、志望者数の減少が顕著となり近隣の船橋旭高等学校との合併となった。
千葉県立高等学校再編計画により、2011年度（平成23年度）に千葉県立船橋旭高等学校と統合し、進学達成型の単位制の千葉県立船橋啓明高等学校（ふなばしけいめいこうとうがっこう）に改称された 。校舎は引き続き船橋西高等学校校舎を使用する。

## 設置学科
- 普通科 （単位制）

## 概要
秋桜祭が体育の部と文化の部に分かれており、その期間は学校全体がお祭りムードになる。
校舎が地盤沈下を起こしており、補強工事など対策を行っている。

## 沿革
- 1975年4月11日 - 船橋市立塚田小学校において開校式と第1回入学式を挙行
- 2008年4月 - 単位制高校化
- 2008年8月 - 2009年度からの新制服が発表。
- 2011年3月9日 - 第34回卒業証書授与式の挙行。船橋西高校として最後の卒業式となる。
- 2011年4月1日 - 船橋旭高校と統合し、船橋啓明高校として新たに開校。校舎は現在の船橋西高校舎を使用。
- 2011年4月6日 - 船橋啓明高校の開校式挙行。

## 交通
- 最寄り駅は東武野田線の塚田駅。学校までは徒歩約15分。
- 最寄りのバス停留所は船橋新京成バスの運動公園前停留所。学校までは徒歩約10分。
- 電車通学の生徒もいたが、多くは自転車通学をしていた。

## 著名な卒業生
- 秋元才加（元AKB48）
- ホリ（お笑い芸人）
- 5代目 三遊亭圓馬（落語家）
- 大根仁（脚本・演出家)
- 大塚慶輔（サッカー指導者）
- 吉政忠志（起業家）
- 前田信吾（歯科医師・フリーランス解剖学講師）

## 周辺施設
- 千葉県立船橋旭高等学校(西高と合併により廃校)
- 船橋市立夏見総合運動公園